# Shuman Glacier
Shuman Glacier är en glaciär i Antarktis. Den ligger i Västantarktis. Inget land gör anspråk på området. Shuman Glacier ligger 233 meter över havet.
Terrängen runt Shuman Glacier är platt åt sydost, men åt nordväst är den kuperad. Trakten är obefolkad. Det finns inga samhällen i närheten.